# Manuel de Cantín
Manuel de Cantín fue un político español.

## Reseña biográfica
Vicepresidente del Consejo Provincial de Aragón.
Gobernador suplente.
Del 24 de febrero de 1853 al 13 de mayo de 1853, del 26 de noviembre de 1857 al 04 de diciembre de 1857 y del 08 de julio de 1858 al 11 de julio de 1858 fue Presidente de la Diputación Provincial de Zaragoza.
| Predecesor: Simón de Roda   | Presidente de la Diputación Provincial de Zaragoza 24 de febrero de 1853 - 13 de mayo de 1853        | Sucesor: Miguel Tenorio de Castilla              |
| Predecesor: José Osorio     | Presidente de la Diputación Provincial de Zaragoza 26 de noviembre de 1857 - 04 de diciembre de 1857 | Sucesor: Ángel de Losada                         |
| Predecesor: Fernando Balboa | Presidente de la Diputación Provincial de Zaragoza 08 de julio de 1858 - 11 de julio de 1858         | Sucesor: Ignacio Méndez de Vigo y Valdés Miranda |